# Mats Persson (Politiker)

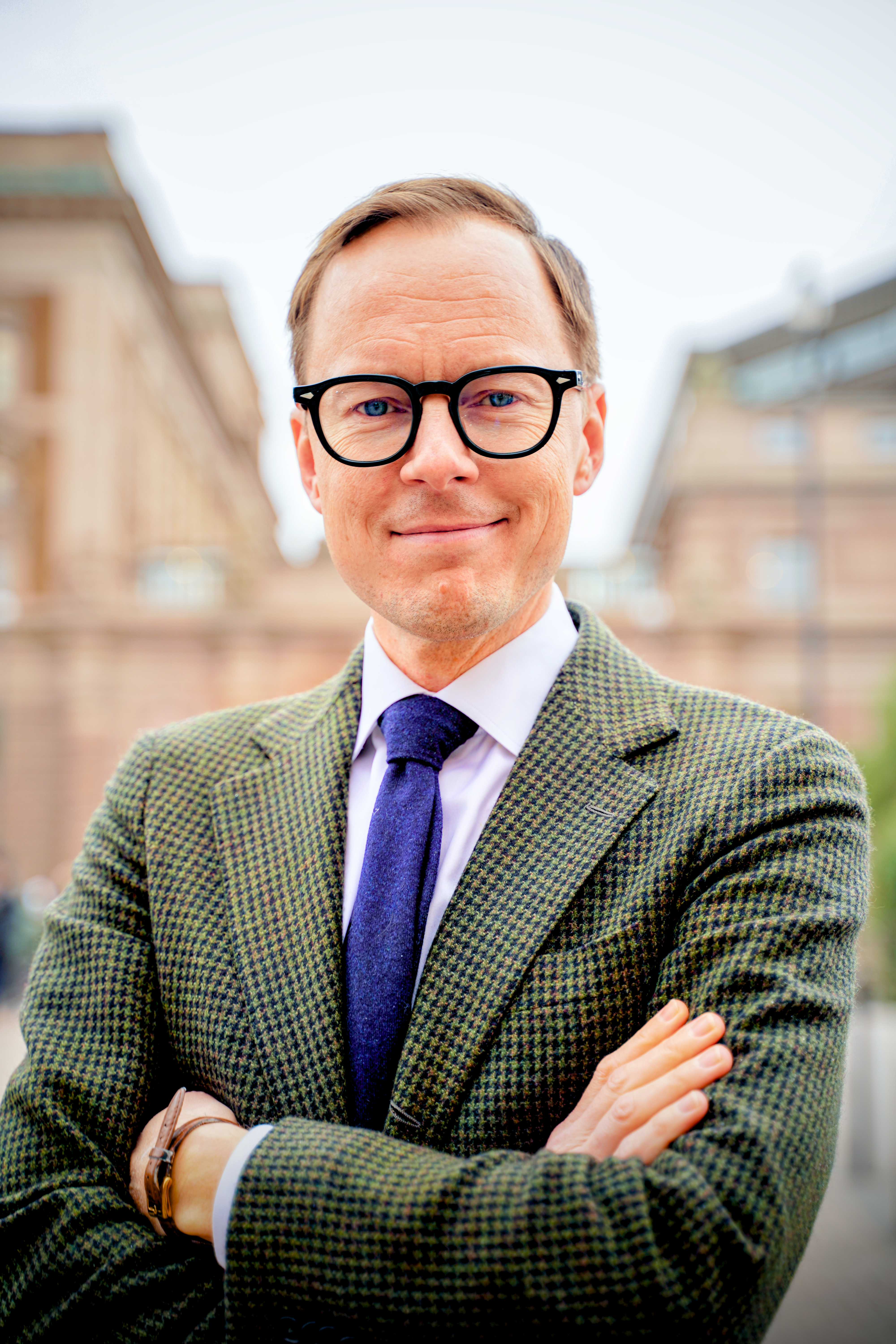
Mats Persson (2024)

Mats Robert Persson (* 27. November 1980 in Markaryd, Kronobergs län) ist ein schwedischer Politiker der Liberalen (Liberalerna), der zwischen 2014 und 2022 Mitglied des Reichstages  und von 2022 bis 2024 Bildungsminister in der Regierung Kristersson war. Vom 10. September 2024 bis zum 27. Juni 2025 war er Arbeitsmarkt- und Integrationsminister.

## Leben
Mats Robert Persson begann nach dem Schulbesuch 1999 ein Studium im Fach Politikwissenschaften an der Universität Lund, welches er 2005 als Filosofie kandidat mit der Masterarbeit Statens ofullkomlighet?: kommunal utjämning och invandring - med Malmö som exempel (deutsch: Die Unvollkommenheit des Staates? Kommunaler Ausgleich und Einwanderung – am Beispiel Malmö) beendete. Daraufhin folgte zwischen 2005 und 2009 sein Promotionsstudium im Fach Wirtschaftsgeschichte und schloss dieses schließlich 2015 mit einem Doctor of Philosophy (Ph.D. Economic History) mit einer Dissertation über krankheitsbedingte Fehlzeiten und Vorruhestand bei Einwanderern in Schweden im Zeitraum 1981 bis 2003 ab. Seine politische Laufbahn für die Liberalen (Liberalerna) begann er 2009 als Mitglied des Parlaments der Provinz Skåne län, dem er bis 2014 angehörte.
Bei der Wahl am 14. September 2014 wurde Persson für die Liberalerna im Wahlkreis 154 Skåne läns södra erstmals zum Mitglied des Reichstages gewählt und bei den Wahlen am 9. September 2018 und 11. September 2022 jeweils wiedergewählt. Während seiner Parlamentszugehörigkeit war er zwischen 2014 und 2016 Mitglied des Steuerausschusses, von 2016 bis 2019 sowie erneut zwischen 2019 und 2022 Mitglied des Finanzausschusses sowie zwischenzeitlich 2019 Mitglied des Bildungsausschusses. Am 8. April 2022 wurde er als Nachfolger von Johan Pehrson Vorsitzender der Fraktion der Liberalen im Reichstag und bekleidete dieses Amt bis zum 18. Oktober 2022, woraufhin Lina Nordquist ihn ablöste.
Am 18. Oktober 2022 wurde Persson Bildungsminister (Utbildningsminister) in der Regierung Kristersson und ist damit zuständig für die Bereiche Forschung und Hochschulbildung, Erwachsenenbildung, freie Erwachsenenbildung, Weltraumfragen und Studienfinanzierung. Am 10. September 2024 tauschte er mit seinem Parteikollegen Johan Pehrson die Ämter und wurde so Arbeitsmarkt- und Integrationsminister. Im Juni 2025 trat er als Minister zurück und wurde am 28. Juni 2025 von Johan Britz abgelöst.
Er lebt in Lund, ist verheiratet und hat ein Kind.

## Veröffentlichungen
- Statens ofullkomlighet?: kommunal utjämning och invandring - med Malmö som exempel, Magisterarbeit, Universität Lund, 2006
- In good times and in bad. Immigrants, self-employment and social insurances, Dissertation, Universität Lund, 2015, ISBN 978-91-87793-15-8